# Konga (film)
Konga – brytyjski horror fantastycznonaukowy z 1961 roku w reżyserii Johna Lemonta.  
Występująca w filmie tytułowa Konga jest małpą monstrualnych rozmiarów, co jest wyraźnym zapożyczeniem z serii filmów o King Kongu. Producent filmu Herman Cohen wypłacił studiu RKO Pictures (posiadającemu prawa do postaci King Konga) sumę 25 000 dolarów, by móc posługiwać się nazwą potwora i w ten sposób uniknąć procesu sądowego. 
Konga stał się bazą do brytyjskich komiksów z lat 60. XX wieku pod tym samym tytułem, wydawanych przez Charlton Comics, z rysunkami Steve’a Ditki.  

## Fabuła
Brytyjski biolog dr Charles Decker (Michael Gough) wraca z wyprawy badawczej w Afryce. W kraju rozpoczyna eksperymenty z użyciem specjalnego serum, które pozwala zwiększać rośliny i zwierzęta do nienaturalnych rozmiarów. Za główny obiekt badawczy służy mu sprowadzone z Afryki młode szympansa o imieniu Konga. W wyniku eksperymentu szympans urósł do rozmiaru goryla. Wprowadzona w stan hipnozy małpa, zostaje wysłana do Londynu, by zabijać wrogów szalonego naukowca. Z czasem Konga wyrasta do monstrualnych rozmiarów, siejąc spustoszenie w mieście.

## Obsada
- Michael Gough – dr Charles Decker
- Margo Johns – Margaret
- Jess Conrad – Bob Kenton
- Claire Gordon – Sandra Banks
- Austin Trevor – Dean Foster
- Jack Watson – superintendent Brown
- George Pastell – prof. Tagore
- Vanda Godsell – matka Boba
- Stanley Morgan – insp. Lawson
- Grace Arnold – pani Barnesdell
- Leonard Sachs – ojciec Boba
- Nicholas Bennett – Daniel
- Kim Tracy – Mary
- Rupert Osborne – Eric Kenton
- Waveney Lee – Janet Kenton
- John Welsh – kom. Garland
- Paul Stockman – Konga

## Adaptacje książkowe i komiksowe
W czerwcu 1960 roku amerykańskie wydawnictwo Monarch Books wydało, poprzedzającą amerykańską premierę filmu o dziesięć miesięcy, nowelizację autorstwa Dudleya Deana McGaugheya pod pseudonimem Dean Owen. Książkowa adaptacja różniła się od filmu obecnością scen seksu.
Na pół roku przed premierą filmu wydawnictwo Charlton Comics wydało w czerwcu 1960 roku pierwszy numer serii komiksowej Konga będący adaptacją filmu. Za rysunki odpowiadał współtwórca Spider-Mana i Doktora Strange’a – Steve Ditko, który zilustrował potem część numerów. Dalsze numery stanowiły oryginalną historię, gdzie nowy Konga przeżywał różne przygody mierząc m.in. z innymi gigantycznymi potworami, kosmitami, szalonymi naukowcami czy ludzkimi armiami. Seria Konga liczyła łącznie 23 numery wydane w latach 1960–1965. W 1966 roku wraz z 24. numerem komiks został połączony z inną serią komiksową Charlton Comics, również rysowaną przez Steve’a Ditkę i adaptującą inny brytyjski monster-movie z 1961 roku – Potwora z otchłani i przemianowany na Fantastic Giants. Dla obu serii był to ostatni numer. W latach 1962–1964 ukazało się także 3-numerowe wydanie specjalne pod tytułem The Return of Konga, który w 1963 roku wraz z drugim numerem zmieniło nazwę na Konga’s Revenge. W wrześniu 2013 roku nakładem wydawnictwa IDW Publishing ukazał przedruk wszystkich komiksów z udziałem Kongi, przy których pracował Steve Ditko, pod nazwą Steve Ditko Monsters Vol. 2: Konga. W lipcu 2019 IDW Publishing wydało wydanie zbiorcze zatytułowane Steve Ditko’s Monsters: Konga vs. Gorgo, zbierające numery 5. i 6. serii. W lutym 2023 roku nakładem wydawnictwa PS Artbooks ukazał się przedruk wszystkich numerów w wydaniu zbiorczym z serii Silver Age Classics. 